# Coupe de la Ligue de football 1984
Navigation
Édition précédente Édition suivante
La Coupe de la Ligue de football 1984 est la première des cinq éditions de l'ancienne version de la Coupe de la Ligue, disputées dans les années 1980 et années 1990. Elle se déroule en été et remplace la Coupe d'été, disputée lors de la seule année 1982.
La compétition est remportée par le Stade lavallois face à l'AS Monaco.

## Règlement
Le règlement de la coupe autorise les clubs à aligner trois joueurs non licenciés, ce qui permet de procéder à des essais.
Chaque club peut inscrire jusqu'à seize joueurs sur la feuille de match.
Chaque entraîneur peut procéder à trois changements en cours de partie.

## Participants
20 clubs de première et 37 clubs de deuxième division participent à cette Coupe de la Ligue.

### Clubs de première division
| - AJ Auxerre - SC Bastia - Girondins de Bordeaux - Stade Brestois - Stade lavallois - RC Lens - Lille OSC - FC Metz - AS Monaco - AS Nancy-Lorraine | - FC Nantes - Nîmes Olympique - Paris Saint-Germain FC - Stade rennais FC - FC Rouen - AS Saint-Étienne - FC Sochaux-Montbéliard - RC Strasbourg - SC Toulon - Toulouse FC |

### Clubs de deuxième division
| - SC Abbeville - Olympique d'Alès en Cévennes - AS Angoulême - Angers SCO - RCFC Besançon - AS Béziers - AS Cannes - LB Chateauroux - US Dunkerque - FC Grenoble Dauphiné - FC Gueugnon - EA Guingamp - AEP Bourg-sous-la-Roche - Le Havre AC - AS Libourne - Limoges FC - CS Louhans-Cuiseaux - Olympique lyonnais | - Olympique de Marseille - FC Martigues - FC Montceau Bourgogne - Montpellier HSC - FC Mulhouse 1893 - OGC Nice - US Orléans - RC Paris - Stade quimpérois - AS Red Star 93 - Stade de Reims - Roubaix Football - CS Sedan-Ardennes - FC Sète - Stade français 92 - CS Thonon-les-Bains - FC Tours - US Valenciennes-Anzin - FC Villefranche Beaujolais |

## Premier tour
10 groupes, 7 de 4 équipes, 3 de 3 équipes.
Les vainqueurs de chaque groupe sont qualifiés pour le deuxième tour. Les matchs ont lieu le 6, le 10 et le 13 juillet.

### Groupe 1
| Rang | Équipe                       | Pts | J | G | N | P | Bp | Bc | Diff |  | Résultats (▼ dom., ► ext.)   | EAG | SCO | SQ  | AEP |
| ---- | ---------------------------- | --- | - | - | - | - | -- | -- | ---- |  | ---------------------------- | --- | --- | --- | --- |
| 1    | EA Guingamp (D2)             | 5   | 3 | 2 | 1 | 0 | 7  | 0  | +7   |  | EA Guingamp (D2)             |     |     | 4-0 | 3-0 |
| 2    | Angers SCO (D2)              | 3   | 3 | 1 | 1 | 1 | 2  | 3  | -1   |  | Angers SCO (D2)              | 0-0 |     |     | 2-1 |
| 3    | Stade quimpérois (D2)        | 2   | 3 | 1 | 0 | 2 | 2  | 5  | -3   |  | Stade quimpérois (D2)        |     | 2-0 |     | 0-1 |
| 4    | AEP Bourg-sous-La-Roche (D2) | 2   | 3 | 1 | 0 | 2 | 2  | 5  | -3   |  | AEP Bourg-sous-La-Roche (D2) |     |     |     |     |

### Groupe 2
| Rang | Équipe              | Pts | J | G | N | P | Bp | Bc | Diff |  | Résultats (▼ dom., ► ext.) | LBC | LIM | ASA | ASL |
| ---- | ------------------- | --- | - | - | - | - | -- | -- | ---- |  | -------------------------- | --- | --- | --- | --- |
| 1    | LB Châteauroux (D2) | 5   | 3 | 2 | 1 | 0 | 8  | 1  | +7   |  | LB Châteauroux (D2)        |     | 2-0 | 5-0 |     |
| 2    | Limoges FC (D2)     | 4   | 3 | 2 | 0 | 1 | 6  | 3  | +3   |  | Limoges FC (D2)            |     |     | 1-0 | 5-1 |
| 3    | AS Angoulême (D2)   | 2   | 3 | 1 | 0 | 2 | 4  | 6  | -2   |  | AS Angoulême (D2)          |     |     |     | 4-0 |
| 4    | AS Libourne (D2)    | 1   | 3 | 0 | 1 | 2 | 2  | 10 | -8   |  | AS Libourne (D2)           | 1-1 |     |     |     |

### Groupe 3
| Rang | Équipe                 | Pts | J | G | N | P | Bp | Bc | Diff |  | Résultats (▼ dom., ► ext.) | FCT | SF  | RCP | USO |
| ---- | ---------------------- | --- | - | - | - | - | -- | -- | ---- |  | -------------------------- | --- | --- | --- | --- |
| 1    | FC Tours (D2)          | 6   | 3 | 0 | 0 | 0 | 6  | 3  | +3   |  | FC Tours (D2)              |     | 2-1 | 1-0 |     |
| 2    | Stade français 92 (D2) | 2   | 3 | 1 | 0 | 2 | 4  | 4  | 0    |  | Stade français 92 (D2)     |     |     | 0-2 |     |
| 3    | RC Paris (D2)          | 2   | 3 | 1 | 0 | 2 | 3  | 3  | 0    |  | RC Paris (D2)              |     |     |     |     |
| 4    | US Orléans (D2)        | 2   | 3 | 1 | 0 | 2 | 4  | 7  | -3   |  | US Orléans (D2)            | 2-3 | 0-3 | 2-1 |     |

### Groupe 4
| Rang | Équipe                 | Pts | J | G | N | P | Bp | Bc | Diff |  | Résultats (▼ dom., ► ext.) | HAC | CSSA | SDR | RED |
| ---- | ---------------------- | --- | - | - | - | - | -- | -- | ---- |  | -------------------------- | --- | ---- | --- | --- |
| 1    | Le Havre AC (D2)       | 5   | 3 | 2 | 1 | 0 | 4  | 1  | +3   |  | Le Havre AC (D2)           |     | 2-1  |     | 0-0 |
| 2    | CS Sedan-Ardennes (D2) | 4   | 3 | 1 | 2 | 0 | 4  | 2  | +2   |  | CS Sedan-Ardennes (D2)     |     |      | 0-0 | 3-0 |
| 3    | Stade de Reims (D2)    | 3   | 3 | 1 | 1 | 1 | 4  | 3  | +1   |  | Stade de Reims (D2)        | 0-2 |      |     | 4-1 |
| 4    | AS Red Star 93 (D2)    | 1   | 3 | 0 | 1 | 2 | 1  | 7  | -6   |  | AS Red Star 93 (D2)        |     |      |     |     |

### Groupe 5
| Rang | Équipe                     | Pts | J | G | N | P | Bp | Bc | Diff |  | Résultats (▼ dom., ► ext.) | USL | SCA | USVA | RF  |
| ---- | -------------------------- | --- | - | - | - | - | -- | -- | ---- |  | -------------------------- | --- | --- | ---- | --- |
| 1    | US Dunkerque (D2)          | 5   | 3 | 2 | 1 | 0 | 7  | 4  | +3   |  | US Dunkerque (D2)          |     | 3-1 |      | 3-2 |
| 2    | SC Abbeville (D2)          | 4   | 3 | 2 | 0 | 1 | 5  | 5  | 0    |  | SC Abbeville (D2)          |     |     | 2-1  | 2-1 |
| 3    | US Valenciennes-Anzin (D2) | 3   | 3 | 1 | 1 | 1 | 6  | 4  | +2   |  | US Valenciennes-Anzin (D2) | 1-1 |     |      | 4-1 |
| 4    | Roubaix Football (D2)      | 0   | 3 | 0 | 0 | 3 | 4  | 9  | -5   |  | Roubaix Football (D2)      |     |     |      |     |

### Groupe 6
| Rang | Équipe                     | Pts | J | G | N | P | Bp | Bc | Diff |  | Résultats (▼ dom., ► ext.) | FCM | RB | FCMB | CSLC |
| ---- | -------------------------- | --- | - | - | - | - | -- | -- | ---- |  | -------------------------- | --- | -- | ---- | ---- |
| 1    | FC Mulhouse 1893 (D2)      | 6   | 3 | 3 | 0 | 0 | 7  | 3  | +4   |  | FC Mulhouse 1893 (D2)      |     |    |      | 3-2  |
| 2    | RCFC Besançon (D2)         | 4   | 3 | 2 | 0 | 1 | 5  | 3  | +2   |  | RCFC Besançon (D2)         | 1-2 |    | 3-1  | 1-0  |
| 3    | FC Montceau Bourgogne (D2) | 2   | 3 | 1 | 0 | 2 | 4  | 6  | -2   |  | FC Montceau Bourgogne (D2) | 0-2 |    |      |      |
| 4    | CS Louhans-Cuiseaux (D2)   | 0   | 3 | 0 | 0 | 3 | 3  | 7  | -4   |  | CS Louhans-Cuiseaux (D2)   |     |    | 1-3  |      |

### Groupe 7
| Rang | Équipe                          | Pts | J | G | N | P | Bp | Bc | Diff |  | Résultats (▼ dom., ► ext.)      | CST | OL  | FCG | FCVB |
| ---- | ------------------------------- | --- | - | - | - | - | -- | -- | ---- |  | ------------------------------- | --- | --- | --- | ---- |
| 1    | CS Thonon-les-Bains (D2)        | 5   | 3 | 2 | 1 | 0 | 7  | 2  | +5   |  | CS Thonon-les-Bains (D2)        |     | 2-2 | 2-0 | 3-0  |
| 2    | Olympique lyonnais (D2)         | 5   | 3 | 2 | 1 | 0 | 7  | 3  | +4   |  | Olympique lyonnais (D2)         |     |     | 2-1 | 3-0  |
| 3    | FC Gueugnon (D2)                | 1   | 3 | 0 | 1 | 2 | 2  | 5  | -3   |  | FC Gueugnon (D2)                |     |     |     | 1-1  |
| 4    | FC Villefranche Beaujolais (D2) | 1   | 3 | 0 | 1 | 2 | 1  | 7  | -6   |  | FC Villefranche Beaujolais (D2) |     |     |     |      |

### Groupe 8
| Rang | Équipe               | Pts | J | G | N | P | Bp | Bc | Diff |  | Résultats (▼ dom., ► ext.) | MHSC | FCS | ASB |
| ---- | -------------------- | --- | - | - | - | - | -- | -- | ---- |  | -------------------------- | ---- | --- | --- |
| 1    | Montpellier HSC (D2) | 2   | 2 | 1 | 0 | 1 | 3  | 2  | +1   |  | Montpellier HSC (D2)       |      | 3-1 |     |
| 2    | FC Sète (D2)         | 2   | 2 | 1 | 0 | 1 | 5  | 5  | 0    |  | FC Sète (D2)               |      |     | 4-2 |
| 3    | AS Béziers (D2)      | 2   | 2 | 1 | 0 | 1 | 3  | 4  | -1   |  | AS Béziers (D2)            | 1-0  |     |     |

### Groupe 9
| Rang | Équipe                            | Pts | J | G | N | P | Bp | Bc | Diff |  | Résultats (▼ dom., ► ext.)        | FCGD | OA  | FCM |
| ---- | --------------------------------- | --- | - | - | - | - | -- | -- | ---- |  | --------------------------------- | ---- | --- | --- |
| 1    | FC Grenoble Dauphiné (D2)         | 3   | 2 | 1 | 1 | 0 | 3  | 1  | +2   |  | FC Grenoble Dauphiné (D2)         |      |     | 3-1 |
| 2    | Olympique d'Alès en Cévennes (D2) | 3   | 2 | 1 | 1 | 0 | 2  | 0  | +2   |  | Olympique d'Alès en Cévennes (D2) | 0-0  |     |     |
| 3    | FC Martigues (D2)                 | 0   | 2 | 0 | 0 | 2 | 1  | 5  | -4   |  | FC Martigues (D2)                 |      | 0-2 |     |

### Groupe 10
| Rang | Équipe                      | Pts | J | G | N | P | Bp | Bc | Diff |  | Résultats (▼ dom., ► ext.)  | OGCN | OM  | ASC |
| ---- | --------------------------- | --- | - | - | - | - | -- | -- | ---- |  | --------------------------- | ---- | --- | --- |
| 1    | OGC Nice (D2)               | 2   | 2 | 1 | 0 | 1 | 6  | 4  | +2   |  | OGC Nice (D2)               |      |     | 4-0 |
| 2    | Olympique de Marseille (D2) | 2   | 2 | 1 | 0 | 1 | 5  | 5  | 0    |  | Olympique de Marseille (D2) | 4-2  |     |     |
| 3    | AS Cannes (D2)              | 2   | 2 | 1 | 0 | 1 | 3  | 5  | -2   |  | AS Cannes (D2)              |      | 3-1 |     |

## Deuxième tour
Les deux premiers de chaque groupe qualifiés pour les 1/8 de finale. Les matchs ont lieu le 17, le 20, le 26, le 27 et le 31 juillet.

### Groupe 1
| Rang | Équipe                  | Pts | J | G | N | P | Bp | Bc | Diff |  | Résultats (▼ dom., ► ext.) | EAG | SB29 | SR  | FCN | SCO |
| ---- | ----------------------- | --- | - | - | - | - | -- | -- | ---- |  | -------------------------- | --- | ---- | --- | --- | --- |
| 1    | EA Guingamp (D2)        | 7   | 4 | 3 | 1 | 0 | 8  | 3  | +5   |  | EA Guingamp (D2)           |     | 3-2  |     |     | 3-0 |
| 2    | Stade Brestois          | 4   | 4 | 1 | 2 | 1 | 5  | 5  | 0    |  | Stade Brestois             |     |      | 1-0 | 1-1 |     |
| 3    | Stade rennais           | 4   | 4 | 1 | 2 | 1 | 3  | 3  | 0    |  | Stade rennais              | 1-1 |      |     | 0-0 |     |
| 4    | Football Club de Nantes | 3   | 4 | 0 | 3 | 1 | 1  | 2  | -1   |  | Football Club de Nantes    | 0-1 |      |     |     | 0-0 |
| 5    | Angers SCO (D2)         | 2   | 4 | 0 | 2 | 2 | 2  | 6  | -4   |  | Angers SCO (D2)            |     | 1-1  | 1-2 |     |     |

### Groupe 2
| Rang | Équipe                | Pts | J | G | N | P | Bp | Bc | Diff |  | Résultats (▼ dom., ► ext.) | GBFC | SL  | TFC | LFC | BC  |
| ---- | --------------------- | --- | - | - | - | - | -- | -- | ---- |  | -------------------------- | ---- | --- | --- | --- | --- |
| 1    | Girondins de Bordeaux | 8   | 4 | 4 | 0 | 0 | 11 | 0  | +11  |  | Girondins de Bordeaux      |      | 5-0 |     |     | 3-0 |
| 2    | Stade lavallois       | 5   | 4 | 2 | 1 | 1 | 5  | 5  | 0    |  | Stade lavallois            |      |     | 3-0 |     | 2-0 |
| 3    | Tours FC (D2)         | 4   | 4 | 2 | 0 | 2 | 4  | 5  | -1   |  | Tours FC (D2)              | 0-2  |     |     | 2-0 |     |
| 4    | Limoges FC (D2)       | 3   | 4 | 1 | 1 | 2 | 2  | 4  | -2   |  | Limoges FC (D2)            | 0-1  | 0-0 |     |     |     |
| 5    | Châteauroux (D2)      | 0   | 4 | 0 | 0 | 4 | 1  | 9  | -8   |  | Châteauroux (D2)           |      |     | 0-2 | 1-2 |     |

### Groupe 3
| Rang | Équipe                      | Pts | J | G | N | P | Bp | Bc | Diff |  | Résultats (▼ dom., ► ext.)  | PSG | HAC | FCR | SF  | CSSA |
| ---- | --------------------------- | --- | - | - | - | - | -- | -- | ---- |  | --------------------------- | --- | --- | --- | --- | ---- |
| 1    | Paris Saint-Germain FC      | 8   | 4 | 4 | 0 | 0 | 16 | 6  | +10  |  | Paris Saint-Germain FC      |     |     | 3-1 | 6-1 |      |
| 2    | Le Havre Athletic Club (D2) | 6   | 4 | 3 | 0 | 1 | 8  | 4  | +4   |  | Le Havre Athletic Club (D2) | 1-3 |     |     | 4-1 | 2-0  |
| 3    | FC Rouen                    | 3   | 4 | 1 | 1 | 2 | 5  | 7  | -2   |  | FC Rouen                    |     | 0-1 |     | 2-2 | 2-1  |
| 4    | Stade Français 92 (D2)      | 2   | 4 | 0 | 2 | 2 | 4  | 12 | -8   |  | Stade Français 92 (D2)      |     |     |     |     |      |
| 5    | CS Sedan Ardennes (D2)      | 1   | 4 | 0 | 1 | 3 | 4  | 8  | -4   |  | CS Sedan Ardennes (D2)      | 3-4 |     |     | 0-0 |      |

### Groupe 4
| Rang | Équipe                       | Pts | J | G | N | P | Bp | Bc | Diff |  | Résultats (▼ dom., ► ext.)   | RCL | USL | FCM | LOSC | SCA |
| ---- | ---------------------------- | --- | - | - | - | - | -- | -- | ---- |  | ---------------------------- | --- | --- | --- | ---- | --- |
| 1    | RC Lens                      | 7   | 4 | 3 | 1 | 0 | 8  | 2  | +6   |  | RC Lens                      |     | 3-0 | 2-1 |      |     |
| 2    | USL Dunkerque (D2)           | 6   | 4 | 3 | 0 | 1 | 7  | 6  | +1   |  | USL Dunkerque (D2)           |     |     | 2-1 | 2-1  |     |
| 3    | Football Club de Metz        | 4   | 4 | 2 | 0 | 2 | 9  | 4  | +5   |  | Football Club de Metz        |     |     |     | 4-0  | 3-0 |
| 4    | Lille OSC                    | 3   | 4 | 1 | 1 | 2 | 3  | 7  | -4   |  | Lille OSC                    | 0-0 |     |     |      | 2-1 |
| 5    | Sporting Club Abbeville (D2) | 0   | 4 | 0 | 0 | 4 | 3  | 11 | -8   |  | Sporting Club Abbeville (D2) | 1-3 | 1-3 |     |      |     |

### Groupe 5
| Rang | Équipe                    | Pts | J | G | N | P | Bp | Bc | Diff |  | Résultats (▼ dom., ► ext.) | FCS | RCS | BRC | ASNL | FCM |
| ---- | ------------------------- | --- | - | - | - | - | -- | -- | ---- |  | -------------------------- | --- | --- | --- | ---- | --- |
| 1    | FC Sochaux                | 5   | 4 | 2 | 1 | 1 | 6  | 4  | +2   |  | FC Sochaux                 |     |     | 1-1 | 2-1  |     |
| 2    | RC Strasbourg             | 5   | 4 | 2 | 1 | 1 | 8  | 7  | +1   |  | RC Strasbourg              | 2-1 |     |     |      | 2-2 |
| 3    | Besançon Racing Club (D2) | 5   | 4 | 2 | 1 | 1 | 5  | 5  | 0    |  | Besançon Racing Club (D2)  |     | 1-3 |     | 2-1  |     |
| 4    | AS Nancy-Lorraine         | 3   | 4 | 1 | 1 | 2 | 5  | 5  | 0    |  | AS Nancy-Lorraine          |     | 3-1 |     |      | 0-0 |
| 5    | FC Mulhouse (D2)          | 2   | 4 | 1 | 0 | 3 | 2  | 5  | -3   |  | FC Mulhouse (D2)           | 0-2 |     | 0-1 |      |     |

### Groupe 6
| Rang | Équipe                  | Pts | J | G | N | P | Bp | Bc | Diff |  | Résultats (▼ dom., ► ext.) | CST | AJA | OL  | ASSE | GF38 |
| ---- | ----------------------- | --- | - | - | - | - | -- | -- | ---- |  | -------------------------- | --- | --- | --- | ---- | ---- |
| 1    | CS Thonon (D2)          | 6   | 4 | 3 | 0 | 1 | 6  | 6  | 0    |  | CS Thonon (D2)             |     |     |     | 1-0  | 2-0  |
| 2    | AJ Auxerre              | 5   | 4 | 2 | 1 | 1 | 11 | 6  | +5   |  | AJ Auxerre                 | 2-3 |     |     | 1-1  |      |
| 3    | Olympique lyonnais (D2) | 5   | 4 | 2 | 1 | 1 | 9  | 6  | +3   |  | Olympique lyonnais (D2)    | 4-0 | 1-4 |     |      |      |
| 4    | AS Saint-Étienne        | 3   | 4 | 0 | 3 | 1 | 4  | 5  | -1   |  | AS Saint-Étienne           |     |     | 2-2 |      | 1-1  |
| 5    | FC Grenoble (D2)        | 1   | 4 | 0 | 1 | 3 | 2  | 9  | -7   |  | FC Grenoble (D2)           |     | 1-4 | 0-2 |      |      |

### Groupe 7
| Rang | Équipe                     | Pts | J | G | N | P | Bp | Bc | Diff |  | Résultats (▼ dom., ► ext.) | TFC | MHSC | NO  | FCS | OA  |
| ---- | -------------------------- | --- | - | - | - | - | -- | -- | ---- |  | -------------------------- | --- | ---- | --- | --- | --- |
| 1    | Toulouse FC                | 7   | 4 | 3 | 1 | 0 | 10 | 7  | +3   |  | Toulouse FC                |     |      |     | 4-3 | 2-1 |
| 2    | Montpellier HSC (D2)       | 5   | 4 | 2 | 1 | 1 | 8  | 5  | +3   |  | Montpellier HSC (D2)       | 2-2 |      |     | 1-0 |     |
| 3    | Nîmes Olympique            | 5   | 4 | 2 | 1 | 1 | 9  | 6  | +3   |  | Nîmes Olympique            | 1-2 | 1-4  |     |     |     |
| 4    | Football Club de Sète (D2) | 2   | 4 | 1 | 0 | 3 | 9  | 9  | 0    |  | Football Club de Sète (D2) |     |      | 2-3 |     | 4-1 |
| 5    | Olympique d'Alès (D2)      | 2   | 4 | 1 | 0 | 3 | 5  | 9  | -4   |  | Olympique d'Alès (D2)      |     | 2-1  | 1-2 |     |     |

### Groupe 8
| Rang | Équipe                      | Pts | J | G | N | P | Bp | Bc | Diff |  | Résultats (▼ dom., ► ext.)  | OM  | ASM | STV | SCB | OGCN |
| ---- | --------------------------- | --- | - | - | - | - | -- | -- | ---- |  | --------------------------- | --- | --- | --- | --- | ---- |
| 1    | Olympique de Marseille (D2) | 6   | 4 | 2 | 2 | 0 | 5  | 3  | +2   |  | Olympique de Marseille (D2) |     | 2-2 |     | 2-1 |      |
| 2    | AS Monaco                   | 5   | 4 | 1 | 3 | 0 | 10 | 5  | +5   |  | AS Monaco                   |     |     | 1-1 |     | 5-0  |
| 3    | Sporting Toulon Var         | 4   | 4 | 1 | 2 | 1 | 3  | 3  | 0    |  | Sporting Toulon Var         | 0-0 |     |     |     | 2-1  |
| 4    | Sporting Club de Bastia     | 3   | 4 | 1 | 1 | 2 | 6  | 7  | -1   |  | Sporting Club de Bastia     |     | 2-2 | 1-0 |     |      |
| 5    | OGC Nice (D2)               | 2   | 4 | 1 | 0 | 3 | 4  | 10 | -6   |  | OGC Nice (D2)               | 0-1 |     |     | 3-2 |      |

## Phase finale

### Règlement
Tous les tours se déroulent en un seul match. En cas d'égalité à l'issue d'un match, une prolongation et éventuellement des tirs au but sont joués.

### Phase finale
|  | Huitièmes de finale    | Huitièmes de finale |                                         |   | Quarts de finale | Quarts de finale |  |  | Demi-finale | Demi-finale |  |  | Finale | Finale |
|  |                        |                     |                                         |   |                  |                  |  |  |             |             |  |  |        |        |
|  | 3 août                 |                     |                                         |   |                  |                  |  |  |             |             |  |  |        |        |
|  |                        |                     |                                         |   |                  |                  |  |  |             |             |  |  |        |        |
|  | Stade lavallois        | 3                   |                                         |   |                  |                  |  |  |             |             |  |  |        |        |
|  | Stade lavallois        | 3                   | 7 août                                  |   |                  |                  |  |  |             |             |  |  |        |        |
|  | EA Guingamp            | 2                   |                                         |   |                  |                  |  |  |             |             |  |  |        |        |
|  | EA Guingamp            | 2                   | Stade lavallois                         | 5 |                  |                  |  |  |             |             |  |  |        |        |
|  | 4 août                 |                     | Stade lavallois                         | 5 |                  |                  |  |  |             |             |  |  |        |        |
|  |                        | USL Dunkerque       | 0                                       |   |                  |                  |  |  |             |             |  |  |        |        |
|  | USL Dunkerque          | USL Dunkerque       | 0                                       | 1 |                  |                  |  |  |             |             |  |  |        |        |
|  | USL Dunkerque          |                     | 10 août                                 | 1 |                  |                  |  |  |             |             |  |  |        |        |
|  | Paris Saint-Germain    | 0                   |                                         |   |                  |                  |  |  |             |             |  |  |        |        |
|  | Paris Saint-Germain    | 0                   | Stade lavallois                         | 3 |                  |                  |  |  |             |             |  |  |        |        |
|  | 3 août                 |                     | Stade lavallois                         | 3 |                  |                  |  |  |             |             |  |  |        |        |
|  |                        | Stade Brestois      | 2                                       |   |                  |                  |  |  |             |             |  |  |        |        |
|  | Girondins de Bordeaux  | Stade Brestois      | 2                                       | 2 |                  |                  |  |  |             |             |  |  |        |        |
|  | Girondins de Bordeaux  | 7 août              |                                         | 2 |                  |                  |  |  |             |             |  |  |        |        |
|  | Stade Brestois         | 3 ap                |                                         |   |                  |                  |  |  |             |             |  |  |        |        |
|  | Stade Brestois         | 3 ap                | Stade Brestois                          | 5 |                  |                  |  |  |             |             |  |  |        |        |
|  | 3 août                 |                     | Stade Brestois                          | 5 |                  |                  |  |  |             |             |  |  |        |        |
|  |                        | Le Havre AC         | 0                                       |   |                  |                  |  |  |             |             |  |  |        |        |
|  | Le Havre AC            | Le Havre AC         | 0                                       | 4 |                  |                  |  |  |             |             |  |  |        |        |
|  | Le Havre AC            |                     | 9 octobre, Stade Auguste-Delaune, Reims | 4 |                  |                  |  |  |             |             |  |  |        |        |
|  | RC Lens                | 2                   |                                         |   |                  |                  |  |  |             |             |  |  |        |        |
|  | RC Lens                | 2                   | Stade lavallois                         | 3 |                  |                  |  |  |             |             |  |  |        |        |
|  | 3 août                 |                     | Stade lavallois                         | 3 |                  |                  |  |  |             |             |  |  |        |        |
|  |                        | AS Monaco           | 1                                       |   |                  |                  |  |  |             |             |  |  |        |        |
|  | RC Strasbourg          | AS Monaco           | 1                                       | 0 |                  |                  |  |  |             |             |  |  |        |        |
|  | RC Strasbourg          | 7 août              |                                         | 0 |                  |                  |  |  |             |             |  |  |        |        |
|  | CS Thonon              | 1                   |                                         |   |                  |                  |  |  |             |             |  |  |        |        |
|  | CS Thonon              | 1                   | CS Thonon                               | 1 |                  |                  |  |  |             |             |  |  |        |        |
|  | 3 août                 |                     | CS Thonon                               | 1 |                  |                  |  |  |             |             |  |  |        |        |
|  |                        | AS Monaco           | 2 ap                                    |   |                  |                  |  |  |             |             |  |  |        |        |
|  | Toulouse FC            | AS Monaco           | 2 ap                                    | 1 |                  |                  |  |  |             |             |  |  |        |        |
|  | Toulouse FC            |                     | 11 août                                 | 1 |                  |                  |  |  |             |             |  |  |        |        |
|  | AS Monaco              | 3                   |                                         |   |                  |                  |  |  |             |             |  |  |        |        |
|  | AS Monaco              | 3                   | AS Monaco                               | 3 |                  |                  |  |  |             |             |  |  |        |        |
|  | 3 août                 |                     | AS Monaco                               | 3 |                  |                  |  |  |             |             |  |  |        |        |
|  |                        | FC Sochaux          | 1                                       |   |                  |                  |  |  |             |             |  |  |        |        |
|  | FC Sochaux             | FC Sochaux          | 1                                       | 2 |                  |                  |  |  |             |             |  |  |        |        |
|  | FC Sochaux             | 7 août              |                                         | 2 |                  |                  |  |  |             |             |  |  |        |        |
|  | AJ Auxerre             | 1                   |                                         |   |                  |                  |  |  |             |             |  |  |        |        |
|  | AJ Auxerre             | 1                   | FC Sochaux                              | 2 |                  |                  |  |  |             |             |  |  |        |        |
|  | 3 août                 |                     | FC Sochaux                              | 2 |                  |                  |  |  |             |             |  |  |        |        |
|  |                        | Montpellier HSC     | 1                                       |   |                  |                  |  |  |             |             |  |  |        |        |
|  | Montpellier HSC        | Montpellier HSC     | 1                                       | 1 |                  |                  |  |  |             |             |  |  |        |        |
|  | Montpellier HSC        |                     |                                         | 1 |                  |                  |  |  |             |             |  |  |        |        |
|  | Olympique de Marseille | 0                   |                                         |   |                  |                  |  |  |             |             |  |  |        |        |
|  | Olympique de Marseille | 0                   |                                         |   |                  |                  |  |  |             |             |  |  |        |        |

### Demi-finale
| 10 août 1984 | Stade lavallois | 3-2     | Stade Brestois | Stade Francis-Le-Basser, Laval                    |                                                   |
| 20h30        | Pédro Pedrucci 25e · Jacky Paillard 64e · Jean-Luc Le Magueresse 69 c.s.c. |         | Gérard Buscher 31e · Bruno Steck 86e | Spectateurs : 4 500 Arbitrage : Jean-Louis Rideau | Spectateurs : 4 500 Arbitrage : Jean-Louis Rideau |
| 20h30        | Jean-Michel Godart - Christian Felci, Michel Sorin, Loïc Pérard (cap.), Jean-Marc Miton - Denis Zanko (Jacky Paillard 46e ), Thierry Goudet, Patrick Delamontagne - Oumar Sène, Pédro Pedrucci, Marcel De Falco. · Entraîneur : Michel Le Milinaire. | Équipes | Patrick Chaslerie - Jocelyn Rico, Jean-Luc Le Magueresse ( 65e), Bruno Steck, Yvon Pouliquen - Bernard Pardo, Slavo Muslin (cap.), Jean-Pierre Bosser - Ian Wallace (Vincent Guérin 76e ), Joël Henry (Pascal Dupraz 80e ), Gérard Buscher. · Entraîneur : Robert Dewilder. | Spectateurs : 4 500 Arbitrage : Jean-Louis Rideau | Spectateurs : 4 500 Arbitrage : Jean-Louis Rideau |

| 11 août 1984 | AS Monaco | 3-1     | FC Sochaux | Stade Louis-II, Monaco                     |                                            |
| 17h30        | Manuel Amoros 24 s.p. · Bruno Bellone 25e 85e |         | Franck Sauzée 44e | Spectateurs : 2 184 Arbitrage : René Lopez | Spectateurs : 2 184 Arbitrage : René Lopez |
| 17h30        | Jean-Luc Ettori (cap.) - Claude Puel, Yvon Le Roux, Juan Simón, Manuel Amoros - Éric Benoit, Daniel Bravo, Carlos Lopez - Philippe Tibeuf, Philippe Anziani, Bruno Bellone. Entraîneur : Lucien Muller. | Équipes | Gilles Rousset - Pierre Dréossi ( 62e), Jean-Luc Ruty (cap.), Jacky Bonnevay ( 45e), Laurent Croci (Henrik Agerbeck 80e ) - Philippe Lucas, Franck Robin ( 24e) (Éric Lada 46e ), Thierry Fernier, Franck Sauzée - Stéphane Paille (Uwe Krause 46e ), Jean-Christophe Thomas. · Entraîneur : Silvester Takač. | Spectateurs : 2 184 Arbitrage : René Lopez | Spectateurs : 2 184 Arbitrage : René Lopez |

### Finale
La finale est retransmise en direct sur TF1 et commentée par Thierry Roland et Jean-Michel Larqué. D'après un sondage réalisé par un quotidien parisien, la part d'audience est de 14%. L'AS Monaco comptant sept blessés, le Stade lavallois s'impose aisément, mettant KO son adversaire avec trois buts en quatre minutes. Le capitaine Patrice Bozon reçoit des mains de Jean Sadoul, président de la LNF, le trophée offert par la FFF.
| 9 octobre 1984 | Stade lavallois | 3-1     | AS Monaco | Stade Auguste-Delaune, Reims                                 |                                                              |
| 21h30          | Oumar Sène 60e · Michel Sorin 62e · Jacky Paillard 64e |         | Philippe Anziani 73e | Spectateurs : 5 000 Diffuseur : TF1 Arbitrage : Alain Delmer | Spectateurs : 5 000 Diffuseur : TF1 Arbitrage : Alain Delmer |
| 21h30          | Rapport |         | | Spectateurs : 5 000 Diffuseur : TF1 Arbitrage : Alain Delmer | Spectateurs : 5 000 Diffuseur : TF1 Arbitrage : Alain Delmer |
| 21h30          | Jean-Michel Godart - Loïc Pérard (Denis Zanko 51e ), Michel Sorin, Patrice Bozon, Christian Felci - Thierry Goudet (Olivier Blino 57e ), Jacky Paillard, Pédro Pedrucci - Oumar Sène, Éric Stefanini, Marcel De Falco (Jean-Robert Faucher 77e ). · Entraîneur : Michel Le Milinaire. | Équipes | Henri Stambouli - Claude Puel, Nenad Stojković, Frédéric Zago, Manuel Amoros - Frédéric Christen, Éric Benoit, Daniel Bravo, Guy Platto - Philippe Anziani, Philippe Tibeuf. Entraîneur : Lucien Muller. | Spectateurs : 5 000 Diffuseur : TF1 Arbitrage : Alain Delmer | Spectateurs : 5 000 Diffuseur : TF1 Arbitrage : Alain Delmer |